# Камбарка
Камба́рка (удм., рос. Камбарка) — місто на крайньому південному сході Республіки Удмуртії, Росія. Центр Камбарського району. Єдине серед удмуртських міст, яких на січень 2010 року було всього шість, що не утворює міського округу. До 2005 року було закритим для відвідування. Один з центрів російського ВПК — тут розташований завод з переробки люїзиту.

## Географія

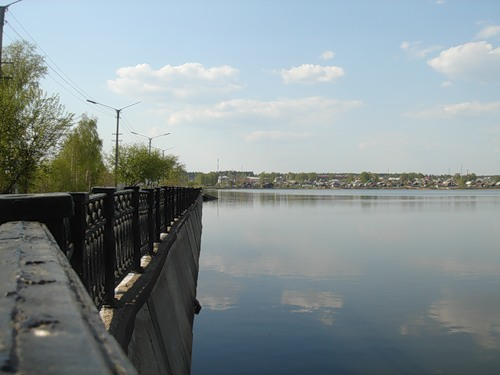
Камбарський став

Камбарка розташована на крайньому південному сході Удмуртії, на річці Камбарка, лівій притоці Ками, за 4 км від її гирла. Камбарський став, який було створено на річці у 1767 році, ділить місто на 2 частини: більшу південну та меншу північну. З усіх сторін, окрім південної, Камбарка оточена сосновими лісами тайги. З півдня до міста примикають болота нижньої течії річки Буй. Висота міста коливається від 75 до 85 метрів над рівнем моря, максимальна точка розташована на східній околиці — 113 м. Місто розташоване за 116 км від столиці республіки Іжевська. Камбарка — єдине місце в Удмуртії, де на невеликому болоті, у межах міста, зростає тайгова дрібноплода журавлина.
Клімат помірно континентальний з довгою багатосніжною зимою, теплим літом та добре вираженими перехідними сезонами. Пересічні температури найхолоднішого місяця, січня, становлять −15 °C, найтеплішого, липня, — +19 °C. Середньорічна кількість опадів становить 500 мм за рік. Взимку в основному переважають південно-західні, а влітку — північно-західні вітри.
Місто Камбарка, як і вся Удмуртія, розташоване в часовому поясі, позначеному за міжнародним стандартом як Moscow Time Zone (MSK/MSKS). Зміщення відносно UTC становить +3:00 (MSK, зимовий час) / +5:00 (MSKS, літній час).
Нижче подано список усіх вулиць, провулків та заїздів міста Камбарка (Удмуртія).

## Вулиці Камбарки

### Вулиці
- 40 років Жовтня
- 45 років Перемоги
- Азіна
- Баржовиків
- Вокзальна
- Гагаріна
- Герцена
- Гоголя
- Горького
- Декабристів
- Доваторів
- Дорожна
- Дружби
- Жовтнева
- Залізнична
- Заводська
- Інтернаціональна
- Камська
- Кошового
- Курягіна
- Лазо
- Леніна
- Лермонтова
- Лісова
- Ломоносова
- Лугова
- Малозелена
- Манохіна
- Маркса
- Матросова
- Маяковського
- Мічкова
- Молодіжна
- Нагірна
- Нагірна 2-га
- Нова 1-ша
- Нова 2-га
- Озерна
- Партизанська
- Пастухова
- Першотравнева
- Південна
- Північна
- Підлісова
- Пікалова
- Праці
- Прикордонників
- Пролетарська
- Пугачова
- Пушкіна
- Радянська
- Разіна
- Свердлова
- Свободи
- Сосновий Бір
- Суворова
- Східна
- Чапаєва
- Червона
- Чернишевського

### Провулки
- 8 березня
- Вокзальний
- Камський
- Клубний
- Ковальський
- Колгоспний
- Комсомольський
- Лісовий
- Малозелений
- Мирний
- Некрасовський
- Островський
- Піщаний
- Піонерський
- Ставковий
- Станційний
- Уральський
- Шкільний

### Заїзди
- Кіровський
- Колгоспний
- Пушкінський
- Чкаловський

## Історія
Заснування Камбарки пов'язане з будівництвом чавуноливарного заводу на одній з приток Ками. 21 лютого 1741 року уральський гірськозаводчик Акинфій Демидов придбав у башкирів вотчинні землі біля річки Камбарка… 
|                                                                  | …з лісами і покосами і всілякими рибними і звіриними ловлями, бортними угіддями |
| — http://www.udmurt.ru/region/district/goroda/kambarka/istor.php |                                                                                 |

 Назва міста походить від назви річки, а та, у свою чергу, походить від однієї з башкирських родових груп — канбар. Указом від 22 серпня 1760 року Державна берг-колегія дозволила будівництво в лісовій дачі двох молотових фабрик для переробки чавуну та «пильного» вітряка для розпилювання лісу. В 1761 році почато будівництво греблі та молотових фабрик і в 1767 році будівництво заводу було закінчене. Цей рік офіційно вважається роком заснування міста. Поступово завод розширювався, а разом з ним і заводське селище.

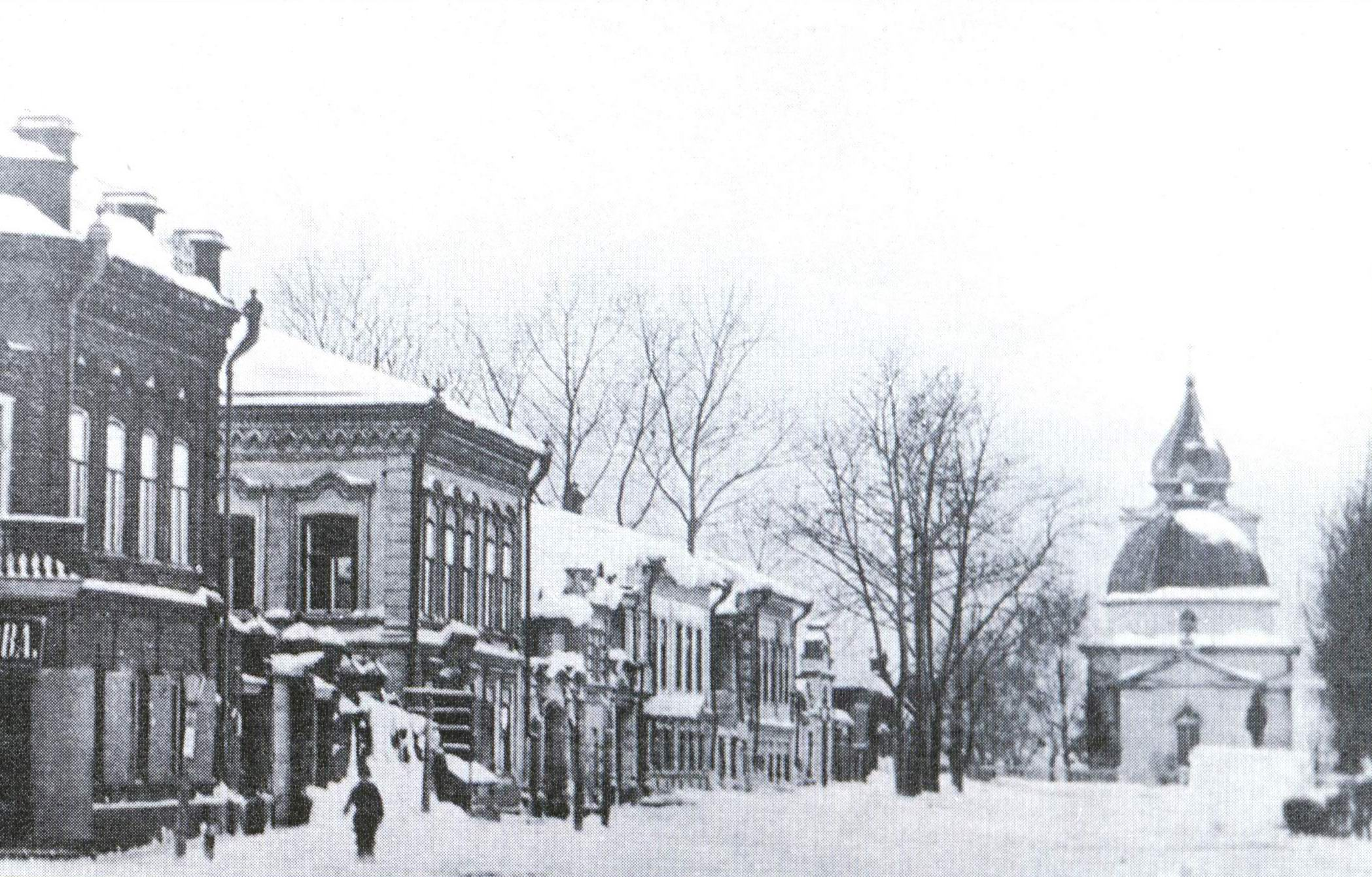
Базарна площа (XVIII століття)

В селищі функціонувало 2 церкви — православна в ім'я Різдва Христового (відкрита в 1794 році) та єдиновірча в ім'я Святих апостолів Петра й Павла (відкрита в 1889 році). При заводі діяв шпиталь. В 1863 році в Камбарці було відкрито початкове чоловіче земське училище, а в 1872 році — жіноче. 1883 року в місті з'явилась перша земська бібліотека.
З 1917 і до 1923 років Камбарка була центром Камбарської волості Осінського повіту Пермської губернії. В результаті адміністративно-територіальної реформи в 1923 році була утворена нова Уральська область і в складі Сарапульського округу був утворений Камбарський район з центром у Камбарці. 22-23 січня пройшов Перший з'їзд Рад Камбарського району, на якому були обрані члени виконкому. Утворений район складався з 14 сільських рад. В 1928 році було створено промислове товариство «Горн», яке спеціалізувалось на виготовленні обозів — з 1965 року товариство перетворено на завод газового обладнання. В 1930 році Сарапульський округ був ліквідований і наступного року, згідно з постановою ВЦВК РРФСР від 10 червня, населені пункти Камбарського району увійшли до складу Сарапульського району Уральської області. Того ж року почалось будівництво Камбарської нафтобази. В 1934 році Камбарка в складі Сарапульського району увійшла до складу Кіровського краю.

Пам'ятник воїнам-визволителям

Згідно з постановою ВЦВК та РНК РРФСР від 1 квітня 1929 року Камбарський завод перейменовано в селище Камбарку. Населення займалось ремісництвом, продуктове постачання йшло повністю через привізні продукти й ринки. В 1933 році на базі залізоробного заводу був організований ливарно-механічний завод, який в 1934 році освоїв серійний випуск вузькоколійних залізничних платформ. В 1944 році завод отримав статус машинобудівного, почався випуск тепловозів різної модифікації. 1936 році Камбарка отримала статус селища міського типу. 1938 року воно в складі Сарапульського району передане зі складу Кіровського краю до новоствореної Удмуртської АРСР. 1939 року, у результаті розукрупнення, був відновлений Камбарський район.
В 1940 році вийшов з друку перший номер районної газети «Зірка», яка зараз видається під назвою «Камська новь». 1941 року був введений в експлуатацію річковий порт. В роки Другої Світової війни місто перебувало в глибокому тилу, тому населення не брало участі в прямих військових діях. Але 80 % колективу ливарно-механічного заводу за власним бажанням були зараховані в лави діючої армії. Під час війни місті був організований евакуаційний шпиталь для реабілітації радянський офіцерів та солдатів.
Згідно з указом Президії Верховної Ради РРФСР від 4 липня 1945 році робітниче селище Камбарка перетворене в місто районного підпорядкування. Значною подією було відкриття в 1955 році лісотехнічного (з 1958 року — машинобудівного) технікуму. 1960 року була відкрита дитяча музична школа. В 1964 році, у результаті громадської ініціативи, у місті був відкритий музей історії Камбарського району. В період з 1963 по 1966 роки Камбарка знову перебувала в складі Сарапульського району, а з січня 1967 року вже втретє та востаннє був утворений Камбарський район.
На сьогодні Камбарка є промисловим центром, у якому працюють до 200 підприємств. 2000 року місто отримало свій герб, який одночасно використовується і для всього Камбарського району.

## Населення
Камбарка — невелике місто з населенням в 11021 особа (2010). У національному складі переважають росіяни 84,7 %, проживають також татари 8,0 % та удмурти 2,9 %.
| Роки | 1939  | 1959   | 1970   | 1979   | 1989   | 1992   | 1996   | 1998   | 2000   | 2001   | 2002   | 2003   | 2005   | 2006   | 2007   | 2008   | 2009   | 2010   | 2012   | 2015   |
| ---- | ----- | ------ | ------ | ------ | ------ | ------ | ------ | ------ | ------ | ------ | ------ | ------ | ------ | ------ | ------ | ------ | ------ | ------ | ------ | ------ |
| Осіб | 9 400 | 13 400 | 14 100 | 13 000 | 13 300 | 13 400 | 13 300 | 13 400 | 13 400 | 13 200 | 12 636 | 12 600 | 12 400 | 12 300 | 12 400 | 12 351 | 12 271 | 11 021 | 10 862 | 10 670 |

## Економіка

Машинобудівний завод

Камбарка є значним промисловим центром Удмуртської республіки. Саме заснування міста було пов'язане із будівництвом тут чавуноливарного заводу. На сьогодні в місті працює до 200 різних підприємств. Серед значних виділяються:
- ВАТ «Камбарський завод газового обладнання» — виробництво устаткування для теплогозапостачання[15]
- ТОВ «Металіст» — виробництво побутових насосів та сейфів
- ВАТ «Камбарський машинобудівний завод» — виробництво тепловозів, цистерн та шляхових машин[16]
- Фабрика «Корд» — виробництво кордної нитки для килимів, трикотажне виробництво
- ВКЦ «Конвеєр» — виробництво продуктів харчування
- На східній околиці розташоване підприємство із переробки хімічної зброї — Об'єкт 1203 ЗХЗ[17].

Землі навколо міста використовуються населенням для вирощування культурних рослин (жито, ячмінь, гречка, горох, овес, картопля) та для вигодовування великої рогатої худоби, свиней та коней. На південній околиці містяться кар'єри з видобутку глини та піску.

### Транспорт
Місто зв'язане з Сарапулом автомобільною дорогою. Автошляхів з твердим покриттям в бік Татарстану та Башкортостану немає, що створює багато незручностей. В останнє десятиріччя була збудована дорога до села Михайловка і далі до Пермського краю. Місто має своє автотранспортне підприємство. За 9 км на північний захід, на лівому березі річки Ками, у селі Кама розташований річковий порт Камбарка. На західній околиці самого міста міститься поромна переправа через Каму до села Тарасово. В межах Камбарки розташована залізнична станція на залізниці Казань-Єкатеринбург.
Заплановано зведення автомобільного мосту через Каму в районі південніше поромної переправи. Міст матиме довжину 9 км і повинен забезпечити транспортний зв'язок між Татарстаном, Башкортостаном, Удмуртією та регіонами Передуралля.

## Соціальна сфера

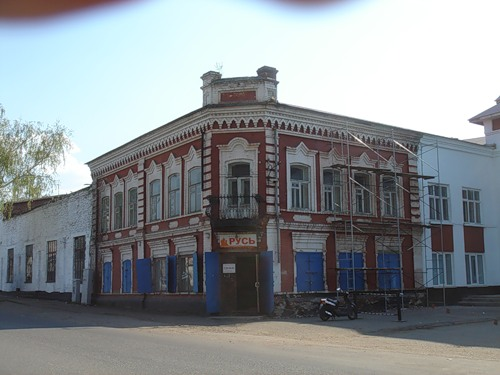
Камбарський музей

В місті діють 2 загальноосвітні школи, ліцей. Серед вишів — Камбарський машинобудівний коледж (філіал Іжевського державного технічного університету) та представництва Євразійського відкритого інституту, Камського інституту гуманітарних та інженерних технологій. З середній спеціальних закладів діє ПТУ № 35.
В Камбарці відкрито Музей історії Камбарського району, при машинобудівному заводі міститься музей залізничного транспорту. Серед культурних закладів працюють будинок культури «Машинобудівник», районний будинок культури, центральна районна бібліотека та приватний більярд-клуб.
Із закладів медицини діють центральна районна лікарня, залізнична лікарня, станція переливання крові, станція швидкої допомоги, санепіденагляд, стоматполіклініка, ветстанція.
Серед інших установ соціальної сфери в місті є РАГС, міська організація Російського зеленого хреста, типографія, редакція районної газети «Камська новь», відділення банку С-Банк, поштамт, різноманітні магазини. За мобільний зв'язок в місті відповідає компанія Волга-Телеком.

## Архітектура
Дивись також: Вулиці Камбарки
Архітектура міста представлена як старими, так і новими будівлями. Житлова одноповерхова забудова першої половини XIX століття зосереджена на лівому березі ставу. Правий берег був забудований наприкінці XIX століття. До найстаріших будівель належить ціла низка дерев'яних будиночків з одного або двох поверхів. Серед інших споруд виділяється заводська гребля — пам'ятник інженерного мистецтва середини XIX століття. Вона має довжину 800 м та декілька водоспусків. До будівель раннього радянського періоду відносяться будинки, збудовані з червоної цегли, деякі з них пофарбовані в білий та блакитний кольори. Серед будівель пізнього радянського періоду можна виділити споруди машинобудівного заводу, будинок культури, готель тощо. Серед сучасної забудови вирізняється робітниче селище працівників заводу з переробки хімічної зброї, збудоване в 2005 році.
Пам'ятників в місті небагато, всі вони в основному зведені за радянських часів і відображають цю епоху. В Центральному парку, що на лівому березі Камбарського ставу, міститься пам'ятник В. І. Леніну. Трохи далі від центру встановлений пам'ятник воїнам-визволителям з Камбарки. Він досить популярний у мешканців, біля нього завжди лежать свіжі вінки. Позаду стели на стіні викарбувані прізвища загиблих воїнів.
В місті діючим храмом є дерев'яна церква Успіння Пресвятої Богородиці, яка була визнана пам'яткою історії та культури. Ще дві церкви: церква Петра й Павла — зараз закрита, навколо неї точаться багато розмов щодо власності; Свято-Троїцька церква — нині в будівлі міститься міський млин.

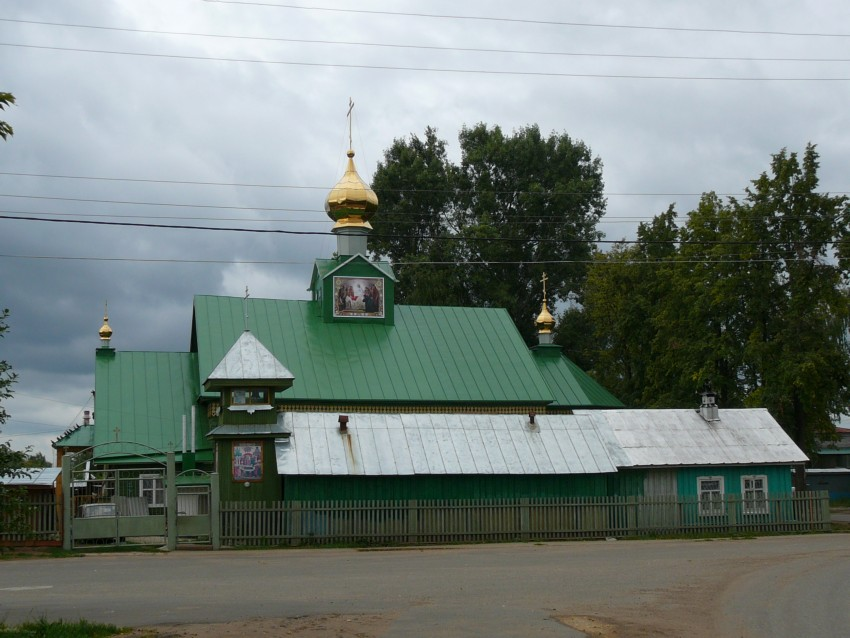
Церква Успіння Пресвятої Богородиці
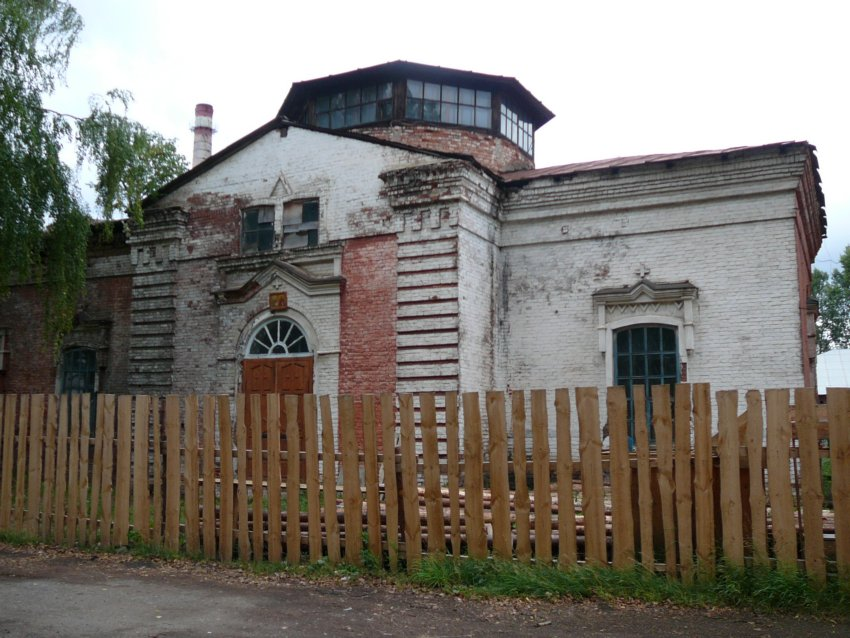
Церква Петра й Павла (закрита)
Центральний паркЦентральний парк
Пам'ятник ЛенінуПам'ятник Леніну
Будинок культури «Машинобудівник»Будинок культури «Машинобудівник»
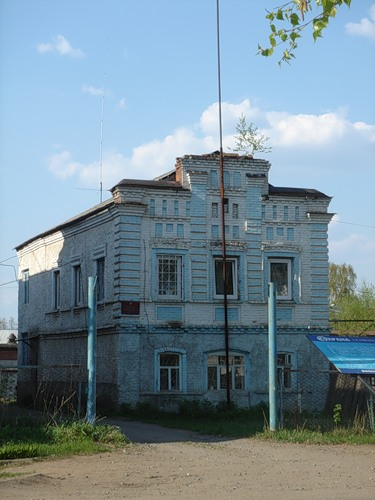
Будинок позавідомчої охорони
Мерія міста Камбарка
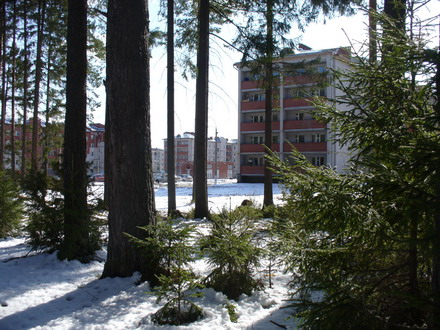

## Відомі люди
В місті народились:
- Абрамов Іван Васильович — російський інженер-механік, доктор технічний наук, професор, дійсний член Міжнародної академії інформатизації
- Бабіков Іван Андрійович (1887—1965) — учасник революційного руху та Громадянської війни в Росії, максималіст.